# Le Sultan de la médina
Pour plus de détails, voir Fiche technique et Distribution.
Le Sultan de la médina (arabe : سلطان المدينة) est un film tunisien réalisé en 1992 par Moncef Dhouib.

## Synopsis
L'histoire se passe à l'intérieur des murs de la médina de Tunis. Une jeune fille nommée Ramla est ramenée par ses parents de l'extérieur de la ville pour épouser son cousin Bab auquel elle est promise depuis son plus jeune âge. En attendant son mariage et la sortie de Bab de prison, elle est emprisonnée par sa future belle-mère Rabha dans l'une des chambres de la oukala, un lieu d'habitation où se croisent des résidents de tous types. Ne pouvant pas supporter son incarcération dans cet espace clos et malsain, elle fuit avec l'aide de son deuxième cousin Fraj, un prédicateur simple d'esprit. Elle est alors confrontée à l'expérience de l'évasion dans un milieu hostile aux femmes. 

## Fiche technique
- Scénario : Moncef Dhouib
- Réalisation : Moncef Dhouib
- Production : Cinétéléfilms
- Langue : arabe
- Format : couleur (35 mm)
- Genre : comédie et drame

## Distribution
- Kamel Touati
- Ahmed Ben Smail
- Hélène Catzaras
- Rim Turki
- Erkan Boujellabia
- Mouna Noureddine
- Hassiba Rochdi